# Kenworth
La Kenworth Truck Company è una società statunitense costruttrice di autocarri, con base a Kirkland, Stato di Washington, nel circondario di Seattle.

## Storia
L'azienda fu fondata con questo nome nel 1923 da Harry W. Kent e Edgar K. Worthington, dai cui cognomi deriva la denominazione societaria. Inizialmente costruttore di autocarri alcuni anni dopo iniziò anche la fabbricazione di autobus,  prodotti fino al termine degli anni cinquanta.
La Kenworth, del gruppo Paccar dal 1945, ha fabbriche a Renton, nello Stato di Washington, a Chillicothe, nell'Ohio, a Sainte-Thérèse, nel Québec, Victoria (Australia), in Australia e a Mexicali nel Messico con il nome di  Kenmex.

## Galleria d'immagini

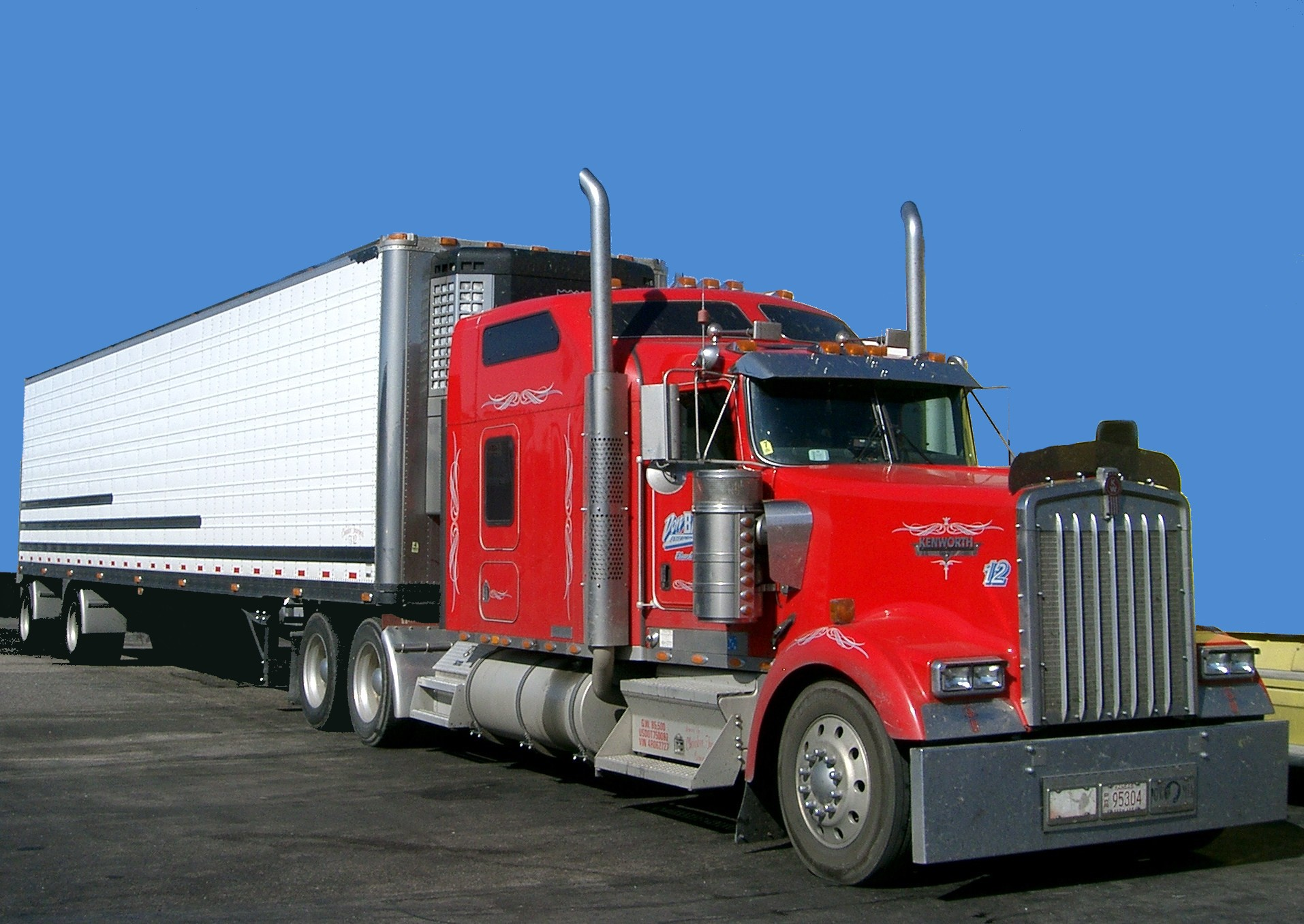
Kenworth W900
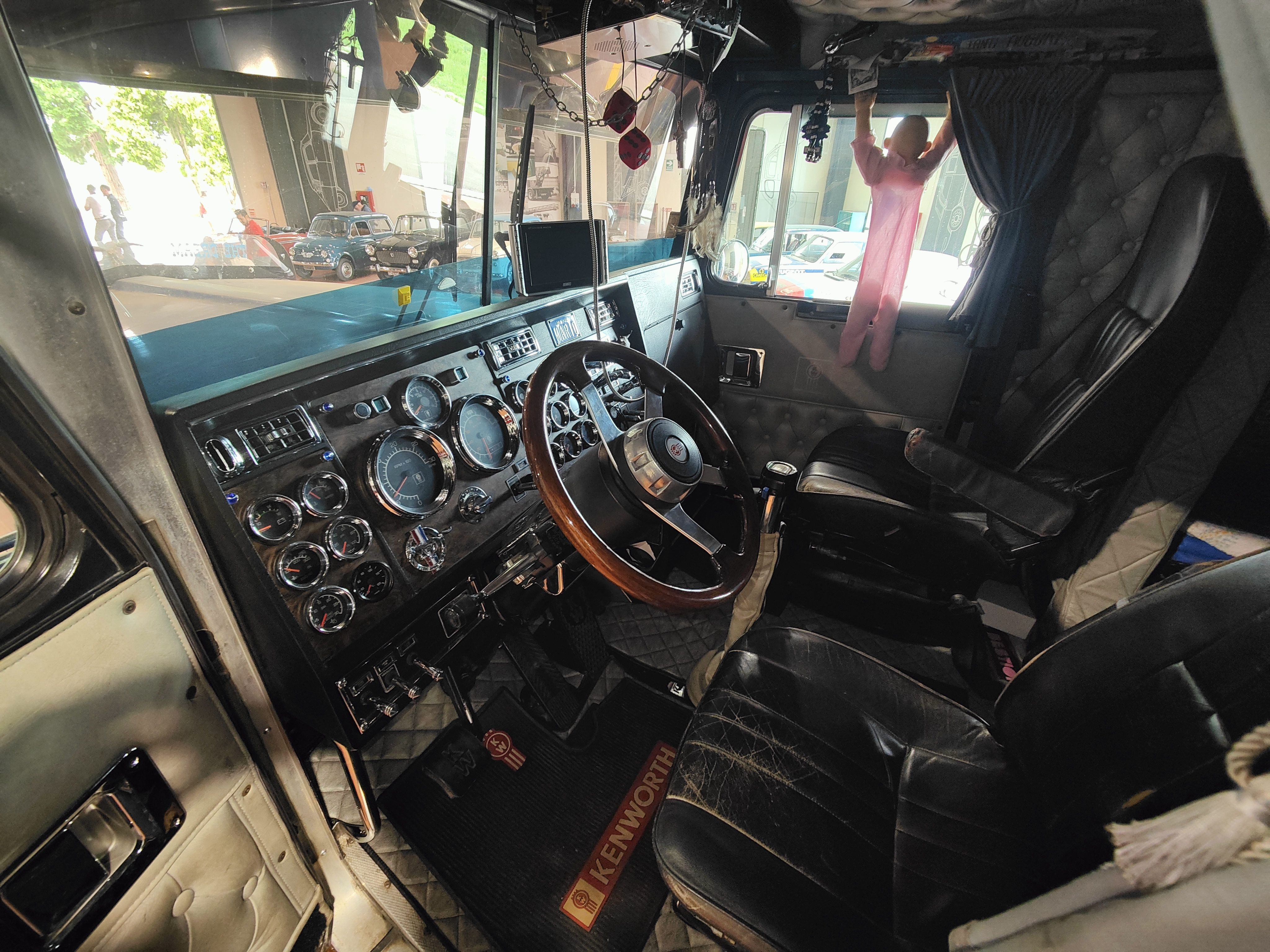
Cabina e posto guida con l'imponente cruscotto
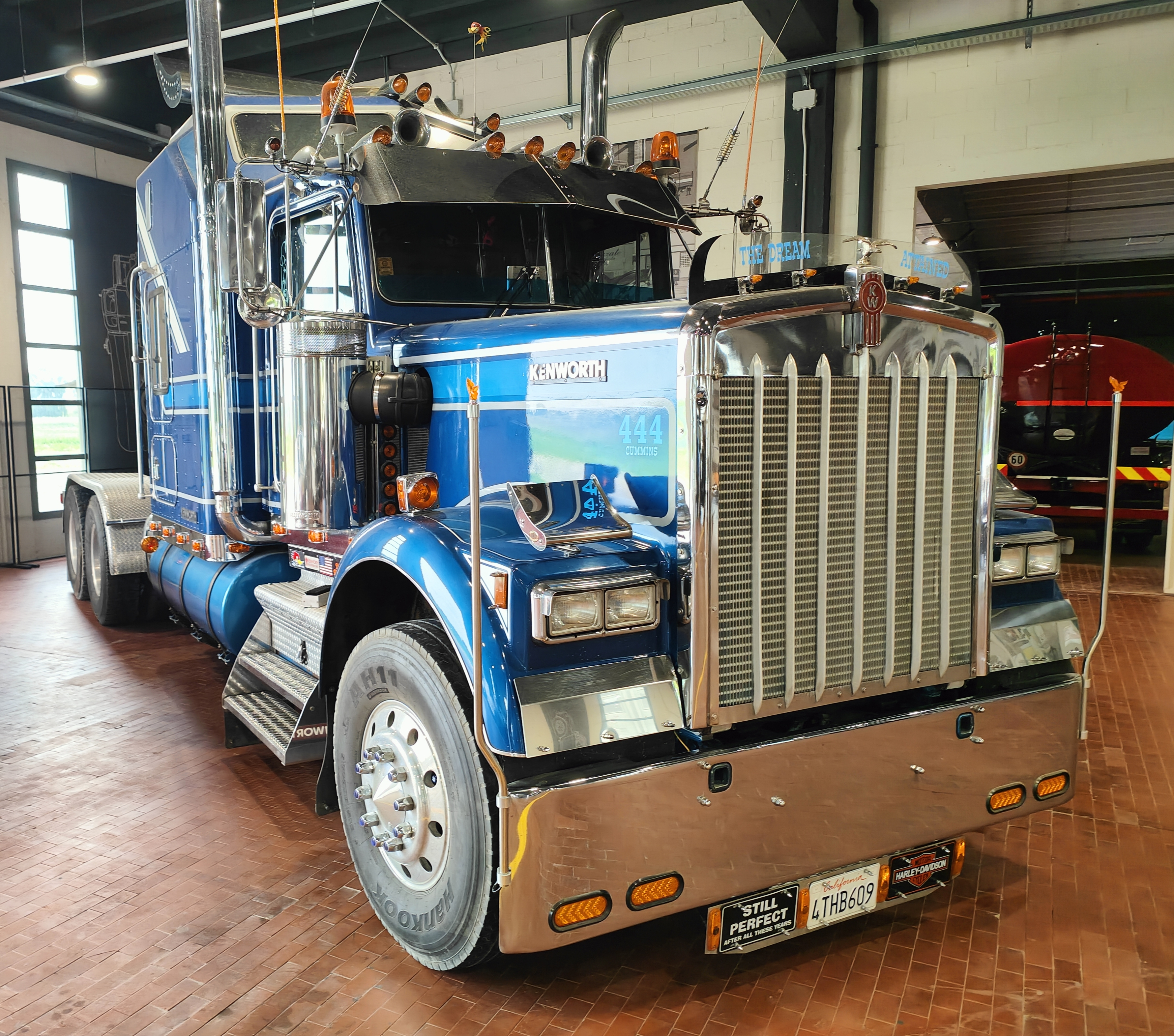
La parte anteriore del tipico camion USA
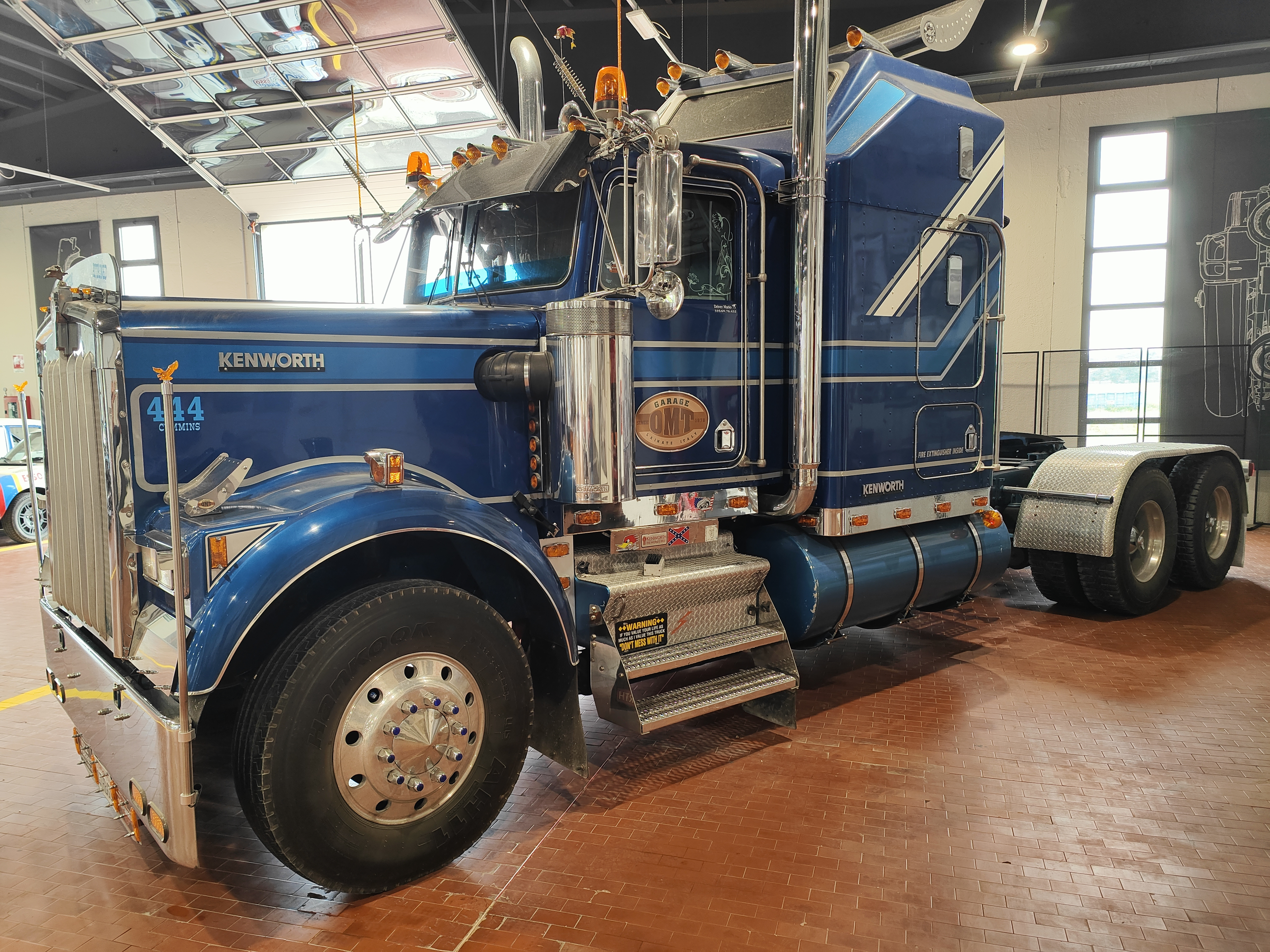
Particolare della fiancata del camion con la parte dopo la cabina adibita ad abitacolo